# 密花合耳菊
密花合耳菊（学名：Synotis cappa）为菊科合耳菊属的植物。分布在不丹、缅甸、尼泊尔、泰国、印度以及中国大陆的四川、云南、广西、西藏等地，生长于海拔1,500米至2,300米的地区，常生于溪边、林缘、灌丛以及草地，目前尚未由人工引种栽培。

## 别名
密花千里光（图鉴）、白叶火草（思茅）

## 异名
- Senecio cappa Buch.-Ham. ex D. Don
- Senecio densiflorus Wall. ex DC.
- Senecio tsoongianus Ling